# Лока (Старше)
Лока (словен. Loka) — поселення в общині Старше, Подравський регіон‎, Словенія.